# Manchester Art Gallery

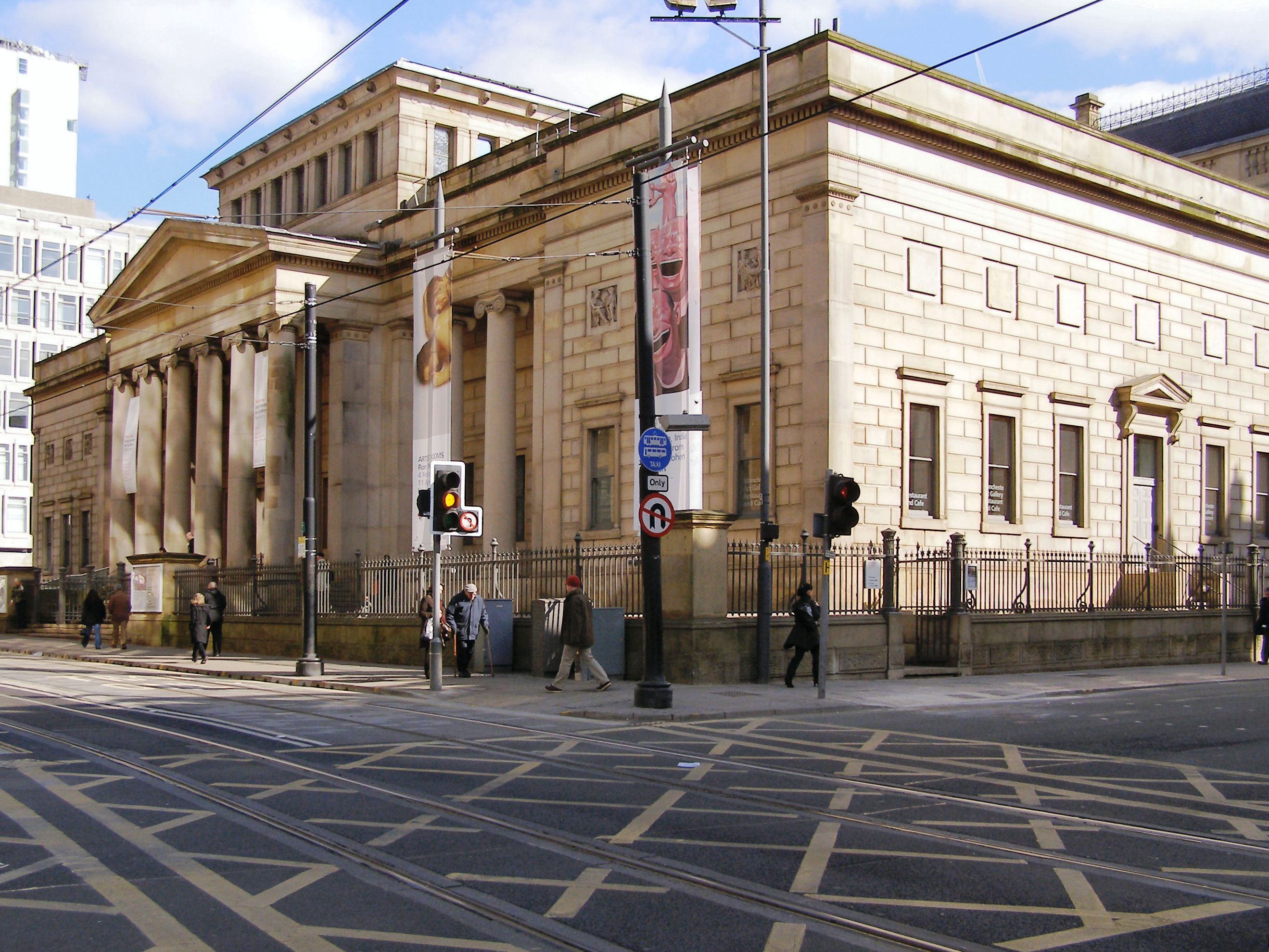

Manchester Art Gallery is een kunstmuseum in het Engelse Manchester. Het werd opgericht in 1823 en bestaat uit drie gebouwen: twee gebouwen naar plannen van Sir Charles Barry uit 1823 verbonden door een gebouw uit 2022 naar plannen van Hopkins Architects. In het museum worden schilderen tentoongesteld van de Nederlandse, Vlaamse, Engelse, Franse, Italiaanse school, waaronder Hylas en de nimfen van  John William Waterhouse en Herfstbladeren van John Everett Millais.